# Ruby Cabernet
Ruby Cabernet ist eine Rotweinsorte. Es handelt sich um eine Neuzüchtung aus Carignan noir und Cabernet Sauvignon. Die Kreuzung wurde 1936 von Harold Olmo an der Universität von Kalifornien in Davis vorgenommen und erlebt seit den 1990er Jahren einen Aufschwung. In Kalifornien (→ Weinbau in Kalifornien) belegte sie im Jahr 2007 rund 2.580 Hektar Rebfläche, weitere Bestände gibt es in Argentinien, Australien (ca. 1.142 Hektar, Stand 2008), Chile und Südafrika (2.469 Hektar, Stand 2007). Der weltweite Bestand wird auf ca. 6.500 Hektar geschätzt.
Züchtungsziel war es, die Hitzeverträglichkeit des Carignan mit der Finesse eines Cabernet Sauvignon zu vereinen und damit eine für die heißen Regionen Kaliforniens geeignete Sorte für die Produktion bordeauxähnlicher Weine zu entwickeln. Die ertragreiche Rebe hat in der Praxis bewiesen, dass sie auch für kühlere Gegenden geeignet ist. Qualitativ wurden die hohen Erwartungen an die Rotweine der Sorte allerdings enttäuscht. Sie wird meistens als Verschnitt eingesetzt, aber zunehmend auch reinsortig ausgebaut.
Synonyme: Rubi kaberne, Roubi cabernet
Abstammung: Carignan x Cabernet Sauvignon